# Василевский, Казимир Гаврилович
Казимир Гаврилович (Габриэльевич) Василевский (1896, д. Михалишки, Новоалександровский уезд, Ковенская губерния, Российская империя — 2 апреля 1938, Москва) — советский военный деятель, полковник.

## Образование
В 1922 году окончил основной факультет Военной академии РККА, в 1924 году — восточное отделение Военной академии РККА.

## Профессиональная деятельность
В 1924—1930 годах — начальник Среднеазиатских курсов востоковедения РККА.
В 1930—1931 годах — преподаватель Военно-политической академии РККА имени Н. Г. Толмачева.
С 1931 года — в Разведывательном управлении РККА.

## Арест, казнь и реабилитация
14 декабря 1937 года был арестован по обвинению в участии в некоей контрреволюционной террористической организации.
2 апреля 1938 года был осуждён Военной коллегией Верховного суда СССР и приговорён к высшей мере наказания (расстрелу). Приговор был приведён в исполнение в тот же день.
В 1956 году был реабилитирован.